# On achève bien l'info

Logo de l'émission

On achève bien l'info est une émission de télévision hebdomadaire présentée par Yassine Belattar, diffusée le vendredi en troisième partie de soirée sur France 4 durant la saison 2009-2010.
Véritable talk-show, le programme intégrait un ton à la fois satirique et ludique.
L'acolyte de Belattar Thomas Barbazan participait à l'émission, ainsi que divers humoristes.
Pour Bruno Gaston, directeur des programmes de la chaîne de l'époque, elle se voulait « drôle, impertinente, insolente, l'écho d'une nouvelle génération ».
Concept inédit en France, c'est le premier talk-show de ce genre à intégrer une scène pour les prestations musicales.
Ce programme est la toute première production télévisuelle de la société Europa-Corp de Luc Besson.
Il doit son nom à la traduction française du roman de  Horace McCoy  sorti en 1935, "  On achève bien les chevaux ".

## Anecdotes
Les humoristes présents dans l'émission sont découverts par Thomas Barbazan et parfois produits par Yassine Belattar, comme Christine Berrou, Adrien Kamga ou Kyan Khojandi.
Par la suite, cette émission a été plagiée pour de nombreux programmes, tels que Ce soir avec Arthur (pour le profil des humoristes et la séquence des infos ; ce qui n'est pas une coïncidence, l'émission s'étant moqué d'Arthur), Le Petit Journal, ou plus récemment Dussart surveille la télé (pour le plateau).
Le plateau de On achève bien l'info a servi de décor au clip d'Orelsan La Peur De L’échec.
Cette émission est adorée par de nombreuses vedettes telles que Marc Jolivet, Smaïn, Philippe Lellouche, Jean-Marie Bigard ou encore Paul Moreira, qui en gardent un très bon souvenir.[réf. nécessaire]